# Ostheim
Pour les articles homonymes, voir Ostheim (homonymie).
Ostheim [ɔstaim]  est une commune française située dans la circonscription administrative du Haut-Rhin et, depuis le 1er janvier 2021, dans le territoire de la Collectivité européenne d'Alsace, en région Grand Est.
Cette commune se trouve dans la région historique et culturelle d'Alsace.

## Géographie
Ostheim est un village typiquement alsacien, reconstruit après avoir été détruit en 1944. Il y a une mairie, des gîtes, plusieurs restaurants, une pharmacie, un bureau de tabac, une épicerie (Coop Alsace), deux coiffeurs, un garage, et quelques autres commerces de moindre importance.
| Zellenberg | Guémar  |         |
| Beblenheim | Ostheim | Colmar  |
| Bennwihr   |         | Houssen |

### Hydrographie

#### Réseau hydrographique
La commune est dans le bassin versant du Rhin au sein du bassin Rhin-Meuse. Elle est drainée par la Fecht, le Sambach, le ruisseau l'Altenbach et le Spitzbrunnen,,.
La Fecht, d'une longueur de 49 km, prend sa source dans la commune de Metzeral et se jette  dans l'Ill à Illhaeusern, après avoir traversé 19 communes. Les caractéristiques hydrologiques de la Fecht sont données par la station hydrologique située sur la commune. Le débit moyen mensuel est de 6,68 m3/s. Le débit moyen journalier maximum est de 125 m3/s, atteint lors de la crue du 15 février 1990. Le débit instantané maximal est quant à lui de 140 m3/s, atteint le même jour.

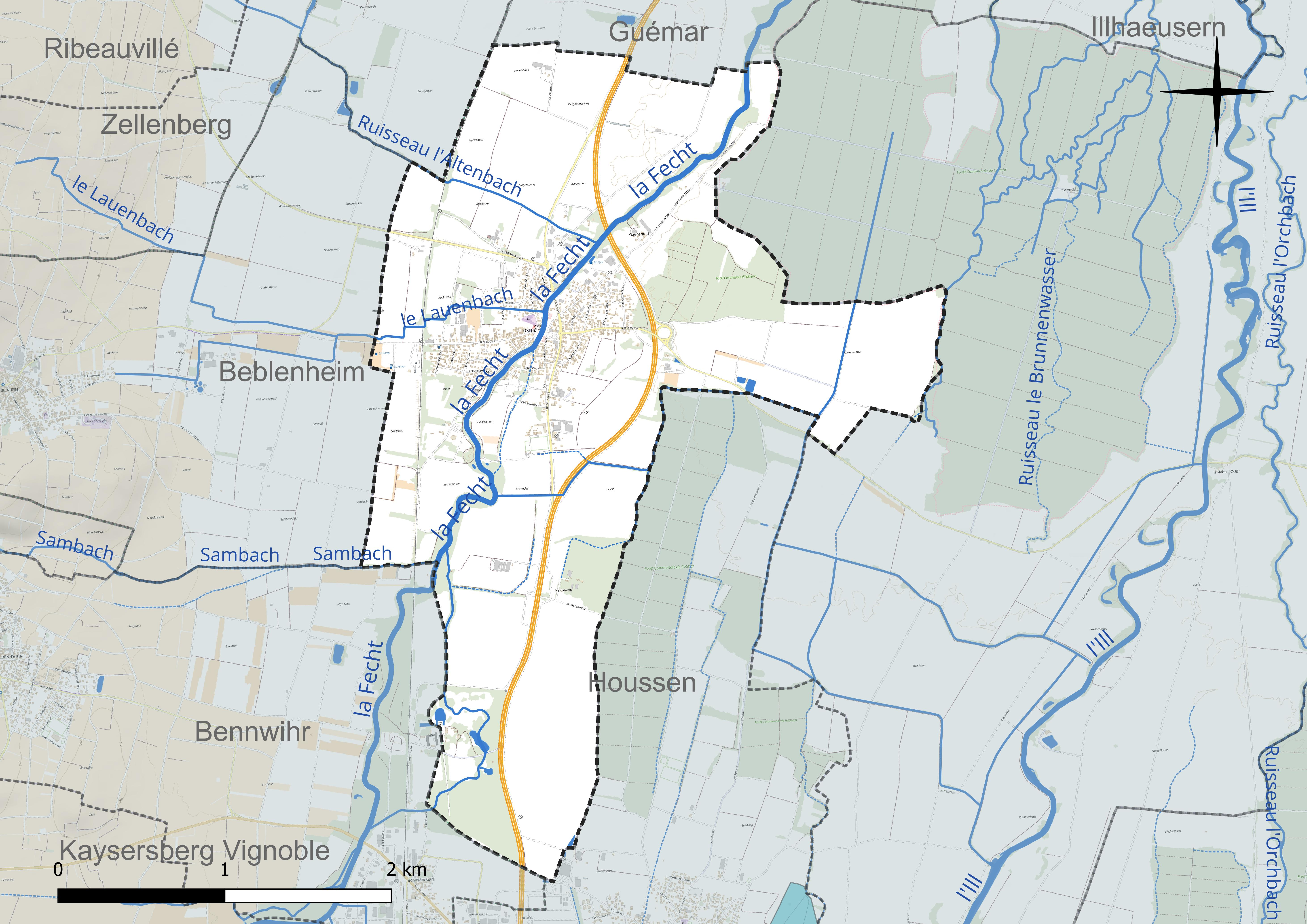
Réseau hydrographique d'Ostheim.

Le Sambach, d'une longueur de 11 km, prend sa source dans la commune de Riquewihr et se jette  dans la Fecht sur la commune, après avoir traversé six communes. 

#### Gestion et qualité des eaux
Le territoire communal est couvert par le schéma d'aménagement et de gestion des eaux (SAGE) « Ill Nappe Rhin ». Ce document de planification concerne la nappe phréatique rhénane, les cours d'eau de la plaine d'Alsace et du piémont oriental du Sundgau, les canaux situés entre l'Ill et le Rhin et les zones humides de la plaine d'Alsace. Le périmètre s’étend sur 3 596 km2. Il a été approuvé le 17 janvier 2005. La structure porteuse de l'élaboration et de la mise en œuvre est la région Grand Est. 
La qualité des cours d’eau peut être consultée sur un site dédié géré par les agences de l’eau et l’Agence française pour la biodiversité. 

### Climat
Pour des articles plus généraux, voir Climat du Grand Est et Climat du Haut-Rhin.
En 2010, le climat de la commune est de type climat océanique altéré, selon une étude du Centre national de la recherche scientifique s'appuyant sur une série de données couvrant la période 1971-2000. En 2020, Météo-France publie une typologie des climats de la France métropolitaine dans laquelle la commune est exposée à un climat semi-continental et est dans une zone de transition entre les régions climatiques « Vosges » et « Alsace ». 
Pour la période 1971-2000, la température annuelle moyenne est de 10,5 °C, avec une amplitude thermique annuelle de 17,9 °C. Le cumul annuel moyen de précipitations est de 586 mm, avec 8,2 jours de précipitations en janvier et 9,1 jours en juillet. Pour la période 1991-2020, la température moyenne annuelle observée sur la station météorologique de Météo-France la plus proche, « Bergheim-Inra », sur la commune de Bergheim à 5 km à vol d'oiseau, est de 11,3 °C et le cumul annuel moyen de précipitations est de 664,4 mm. 
La température maximale relevée sur cette station est de 38,9 °C, atteinte le 13 août 2003 ; la température minimale est de −16,9 °C, atteinte le 20 décembre 2009,,. 
Les paramètres climatiques de la commune ont été estimés pour le milieu du siècle (2041-2070) selon différents scénarios d'émission de gaz à effet de serre à partir des nouvelles projections climatiques de référence DRIAS-2020. Ils sont consultables sur un site dédié publié par Météo-France en novembre 2022.

## Urbanisme

### Typologie
Au 1er janvier 2024, Ostheim est catégorisée bourg rural, selon la nouvelle grille communale de densité à sept niveaux définie par l'Insee en 2022.
Elle est située hors unité urbaine. Par ailleurs la commune fait partie de l'aire d'attraction de Colmar, dont elle est une commune de la couronne,. Cette aire, qui regroupe 95 communes, est catégorisée dans les aires de 50 000 à moins de 200 000 habitants,.

### Occupation des sols
L'occupation des sols de la commune, telle qu'elle ressort de la base de données européenne d’occupation biophysique des sols Corine Land Cover (CLC), est marquée par l'importance des territoires agricoles (72,2 % en 2018), une proportion sensiblement équivalente à celle de 1990 (73 %). La répartition détaillée en 2018 est la suivante : 
terres arables (66,8 %), zones urbanisées (14,8 %), forêts (7,9 %), zones agricoles hétérogènes (5,4 %), espaces verts artificialisés, non agricoles (5,1 %). L'évolution de l’occupation des sols de la commune et de ses infrastructures peut être observée sur les différentes représentations cartographiques du territoire : la carte de Cassini (XVIIIe siècle), la carte d'état-major (1820-1866) et les cartes ou photos aériennes de l'IGN pour la période actuelle (1950 à aujourd'hui).

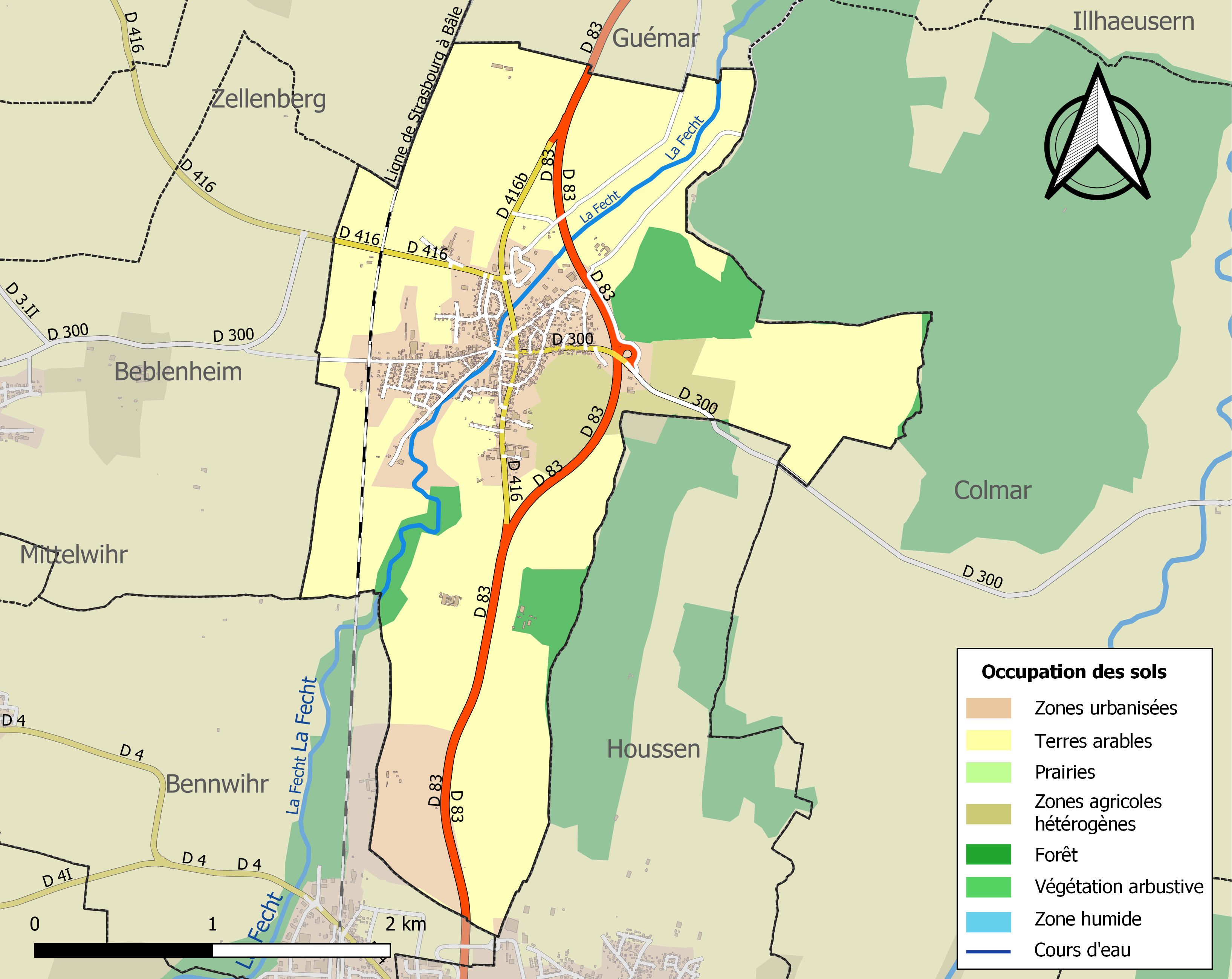
Carte des infrastructures et de l'occupation des sols de la commune en 2018 (CLC).

## Histoire
En l'an 785 déjà, Ostheim est répertoriée. Jusqu'à la Réforme, introduite en 1535, la paroisse faisait partie de l'évêché de Bâle. L'agriculture, l'élevage puis, grâce à la proximité d'une eau courante, la pêche furent depuis les temps historiques les plus reculés, l'occupation primitive des habitants. Faisant partie au XIIIe siècle des domaines des comtes de Horbourg, le village d'Ostheim passa en 1324 à la maison de Wurtemberg et y resta attaché jusqu'à la Révolution Française, comme membre de la seigneurie de Riquewihr avec les villages voisins (Beblenheim, Mittelwihr, Hunawihr et Aubure). Ostheim eut à subir bien des vicissitudes : guerre des Armagnacs, guerre des Paysans, guerre de 30 ans et autres évènements des guerres du XVIIe siècle, provoquant parfois le dépeuplement complet du village, comme pendant la guerre de 30 ans (1635-1642). En 1686, le village devint résidence de la princesse Anne de Wurtemberg, dite "Duchesse aux chiens". Ce qui restait encore de son Manoir fut totalement détruit en 1944. Ce n'est qu'en 1854, que chaque confession, catholique et protestante luthérienne, eut son église propre.
Les paysans d'Ostheim fidèles à leur passé restaient rivés, malgré les changements de nationalité, notamment aux XIXe et XXe siècles, à leurs terres et riches cheptels. En 1944, la guerre s'installe au sein même du village pour près de 60 jours durant la bataille de la « Poche de Colmar ». Quartier par quartier, les maisons sont pilonnées par l'artillerie, Ostheim est détruite à 98 %.
Le nid de cigognes, construit sur le mur de pignon, seule partie restante, de la maison Ostermann - ancien Relais de la Poste aux Chevaux - a défié la tourmente. Les cigognes revenues sur leur ancien nid et le mur « survivant » est devenu le monument aux morts des guerres 1914-18 et 1939-45.
La commune a été décorée, le 11 novembre 1948, de la Croix de guerre 1939-1945.

### Héraldique
| Blason d'Ostheim | Les armes d'Ostheim se blasonnent ainsi : « D'or à la ramure de cerf de gueules en pal, sur un mont de trois coupeaux de sinople duquel sont mouvants un soc de charrue de sable à dextre et un coutre de même à senestre, et deux lettres majuscules O et S, aussi de sable, posées en chef, l'une à dextre et l'autre à senestre. » |

## Politique et administration
| Période                                  | Période                   | Identité                                     | Étiquette | Qualité |
| ---------------------------------------- | ------------------------- | -------------------------------------------- | --------- | ------- |
| avant 1988                               | ?                         | Bernard Chasseuil                            |           |         |
| mars 2001                                | 2014                      | Roger Fritsch                                |           |         |
| mars 2014                                | En cours (au 26 mai 2020) | Bernard Kempf Réélu pour le mandat 2020-2026 | UMP-LR    |         |
| Les données manquantes sont à compléter. |                           |                                              |           |         |

### Budget et fiscalité 2015
En 2015, le budget de la commune était constitué ainsi :
- total des produits de fonctionnement : 999 000 €, soit 627 € par habitant ;
- total des charges de fonctionnement : 857 000 €, soit 538 € par habitant ;
- total des ressources d’investissement : 575 000 €, soit 361 € par habitant ;
- total des emplois d’investissement : 228 000 €, soit 143 € par habitant.
- endettement : 1 088 000 €, soit 682 € par habitant.

Avec les taux de fiscalité suivants :
- taxe d’habitation : 14,16 % ;
- taxe foncière sur les propriétés bâties : 7,65 % ;
- taxe foncière sur les propriétés non bâties : 48,61 % ;
- taxe additionnelle à la taxe foncière sur les propriétés non bâties : 50,60 % ;
- cotisation foncière des entreprises : 19,73 %.

## Démographie
L'évolution du nombre d'habitants est connue à travers les recensements de la population effectués dans la commune depuis 1793. Pour les communes de moins de 10 000 habitants, une enquête de recensement portant sur toute la population est réalisée tous les cinq ans, les populations de référence des années intermédiaires étant quant à elles estimées par interpolation ou extrapolation. Pour la commune, le premier recensement exhaustif entrant dans le cadre du nouveau dispositif a été réalisé en 2007.

En 2022, la commune comptait 1 654 habitants, en évolution de +3,57 % par rapport à 2016 (Haut-Rhin : +0,66 %, France hors Mayotte : +2,11 %).
| 1793 | 1800 | 1806  | 1821  | 1831  | 1836  | 1841  | 1846  | 1851  |
| ---- | ---- | ----- | ----- | ----- | ----- | ----- | ----- | ----- |
| 885  | 900  | 1 031 | 1 357 | 1 423 | 1 686 | 1 869 | 1 731 | 1 706 |

| 1856  | 1861  | 1866  | 1871  | 1875  | 1880  | 1885  | 1890  | 1895  |
| ----- | ----- | ----- | ----- | ----- | ----- | ----- | ----- | ----- |
| 1 533 | 1 575 | 1 549 | 1 452 | 1 337 | 1 296 | 1 278 | 1 213 | 1 205 |

| 1900  | 1905  | 1910  | 1921  | 1926  | 1931  | 1936  | 1946 | 1954  |
| ----- | ----- | ----- | ----- | ----- | ----- | ----- | ---- | ----- |
| 1 214 | 1 155 | 1 078 | 1 038 | 1 019 | 1 022 | 1 029 | 579  | 1 146 |

| 1962  | 1968  | 1975  | 1982  | 1990  | 1999  | 2006  | 2007  | 2012  |
| ----- | ----- | ----- | ----- | ----- | ----- | ----- | ----- | ----- |
| 1 352 | 1 329 | 1 265 | 1 335 | 1 335 | 1 371 | 1 540 | 1 564 | 1 568 |

| 2017  | 2022  | - | - | - | - | - | - | - |
| ----- | ----- | - | - | - | - | - | - | - |
| 1 612 | 1 654 | - | - | - | - | - | - | - |

## Lieux et monuments
- Une église catholique[29].
- Une église protestante à clocher carré[30].
- Le « mur aux cigognes », mur restant de deux maisons mitoyennes après la Seconde Guerre mondiale étant aussi le monument aux morts.
- Le parc du château de Schoppenwihr[31],[32].
- Les vestiges du relais de poste[33],[34].
- Recycl'art est une exposition d'œuvres d'art réalisées à partir de matériaux de récupération ou de déchets recyclés. Cette manifestation a lieu tous les ans (fin septembre) à Colmar, au Koïfhus, en plein cœur de la vieille ville et du centre touristique.

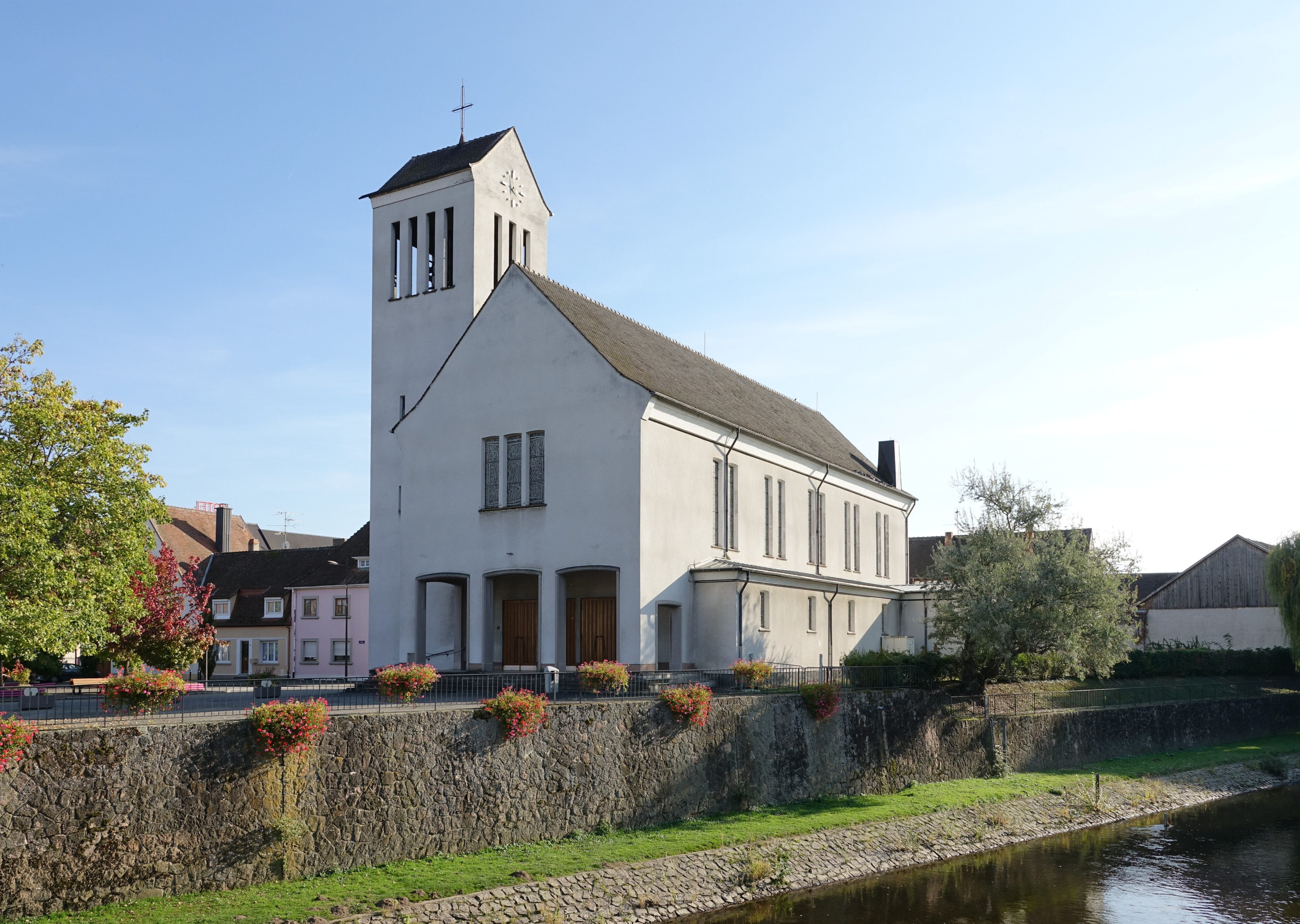
L'église catholique.
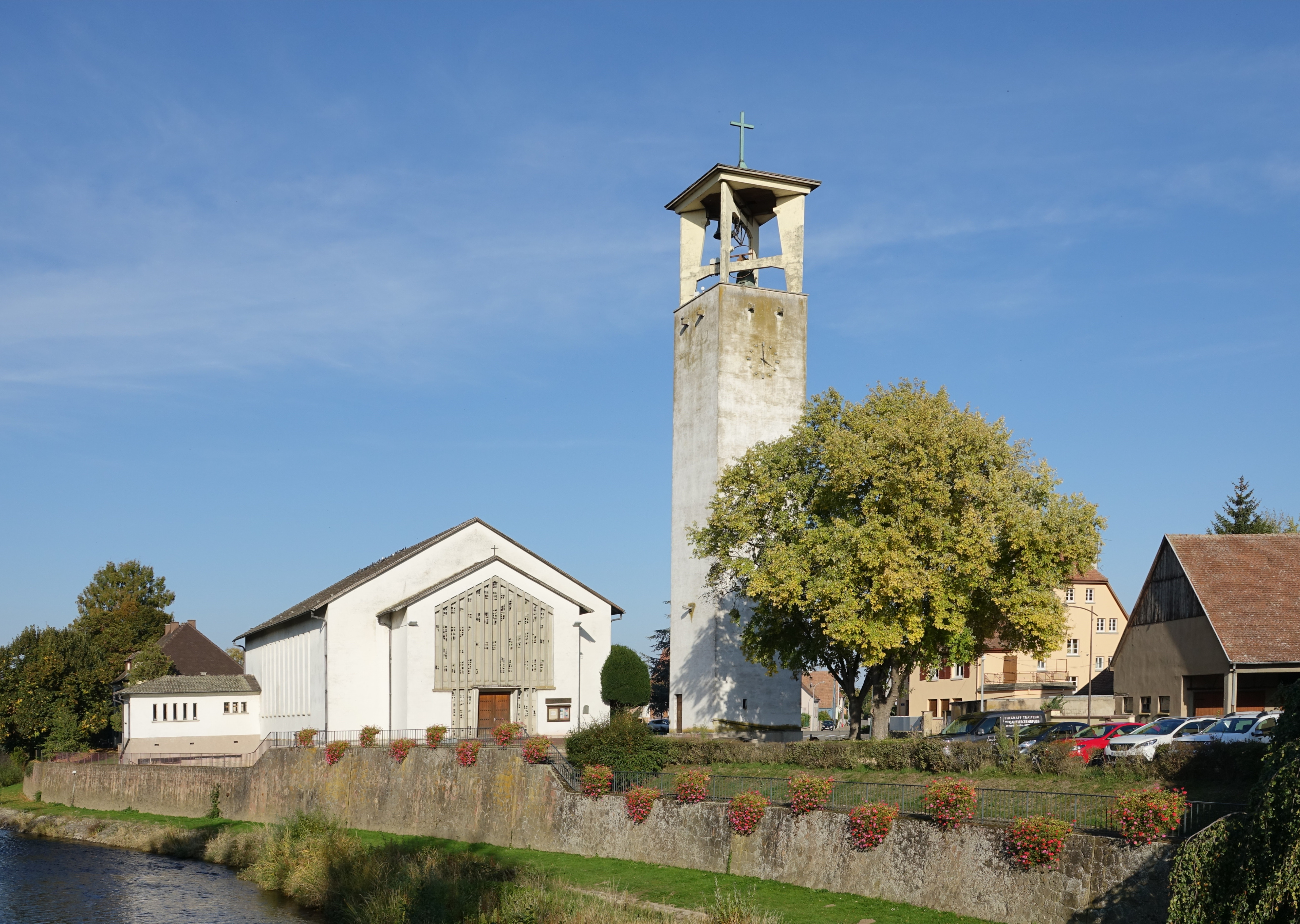
L'église protestante.
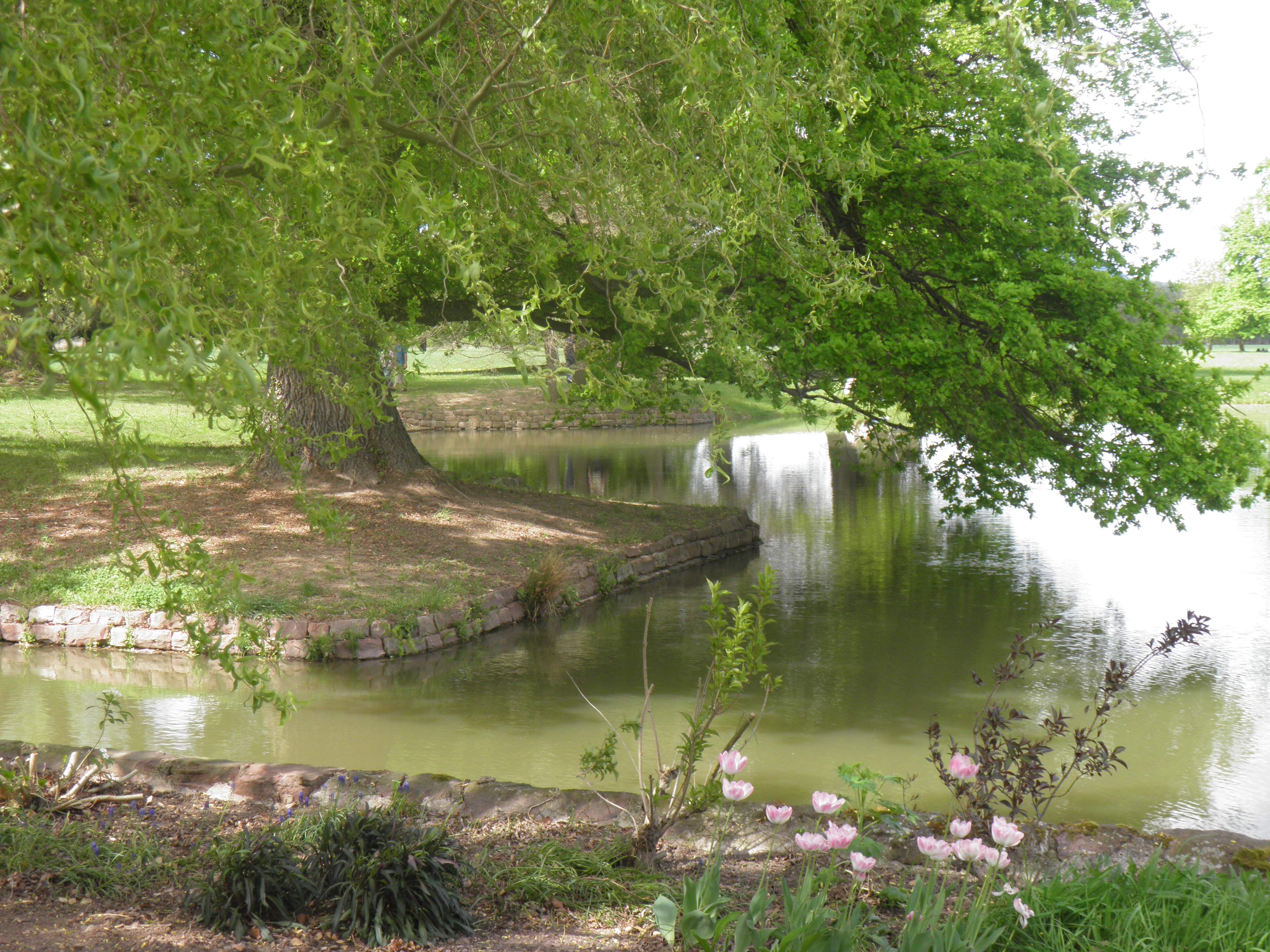
Le Parc de Schoppenwihr.
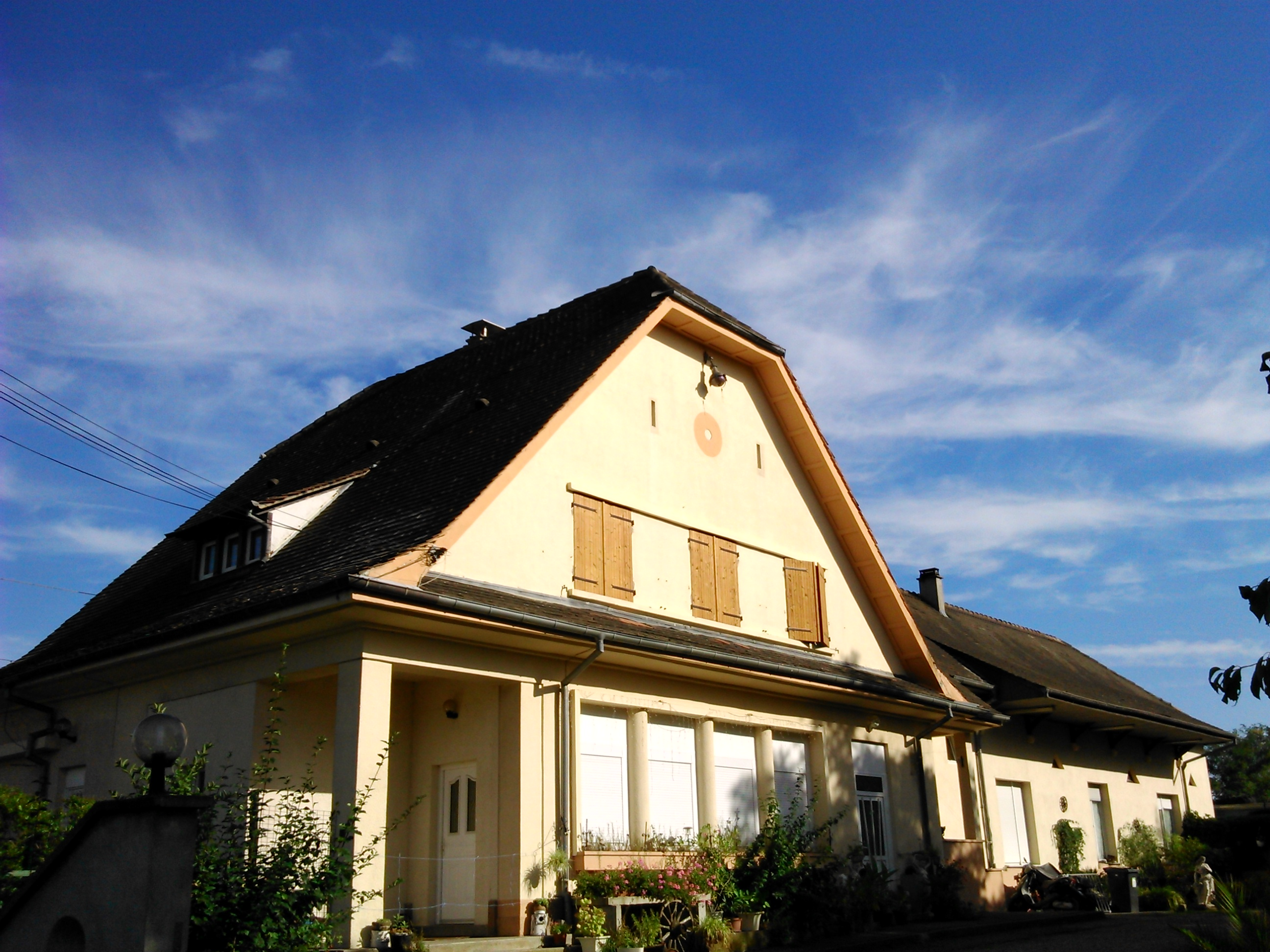
Ancienne gare d'Ostheim - Beblenheim.

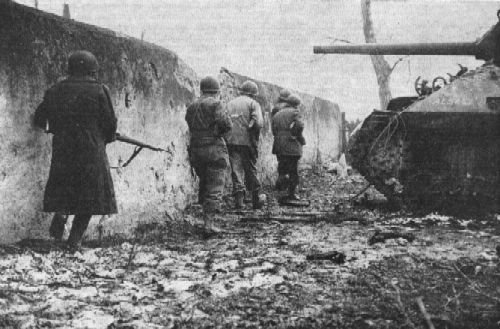
Combats de la Libération de l’Alsace à Ostheim
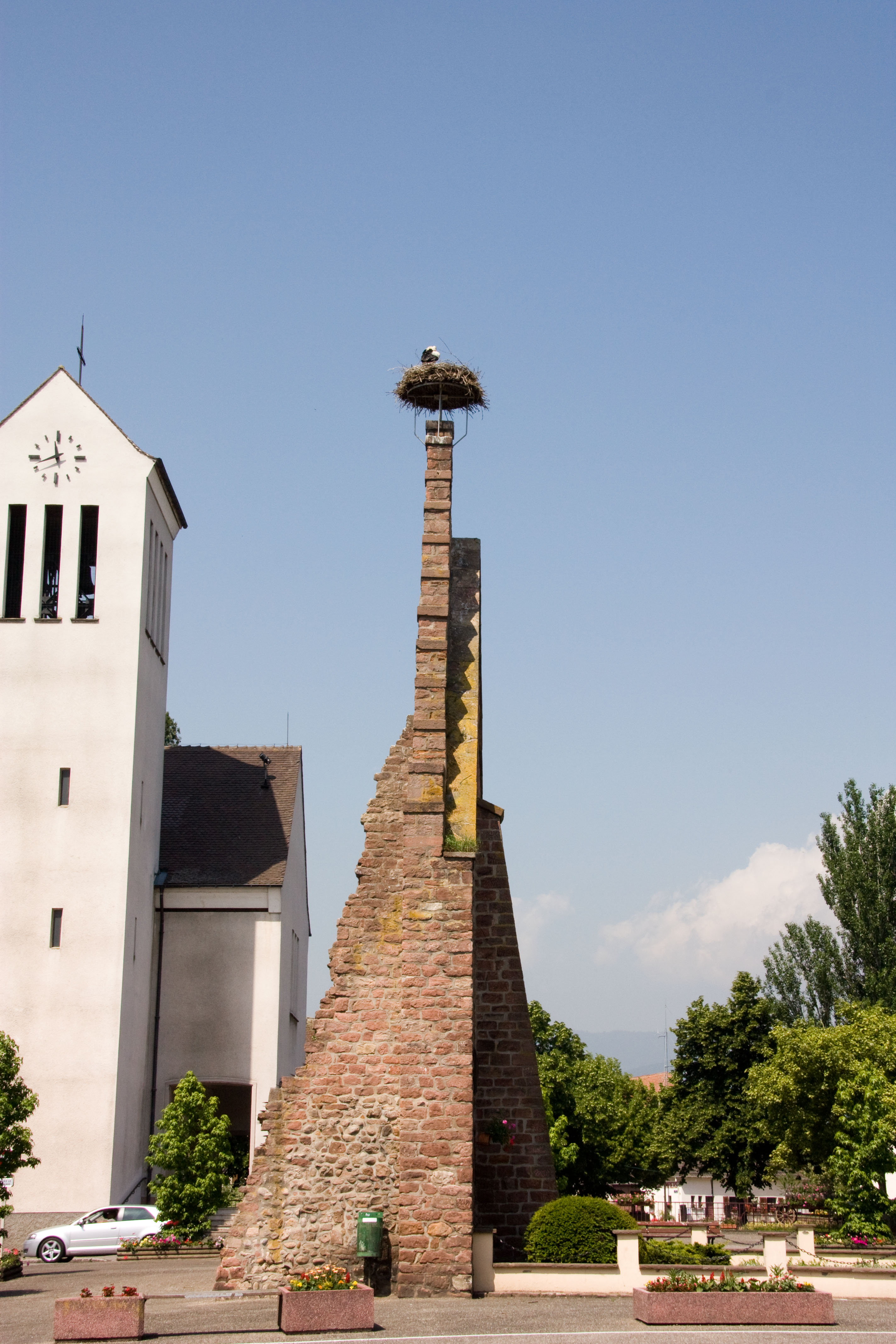
Le mur aux cigognes
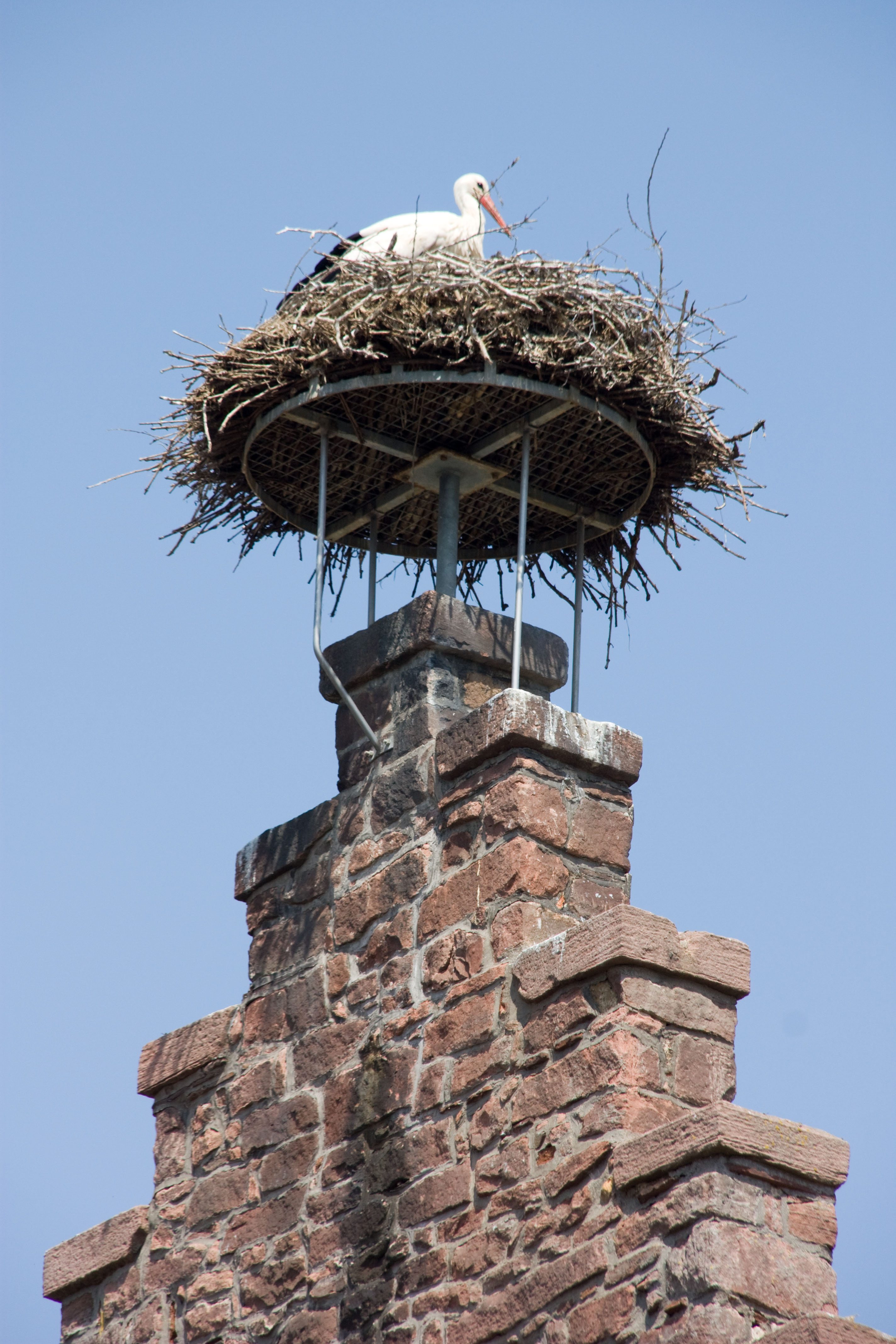
Détail du nid de cigognes
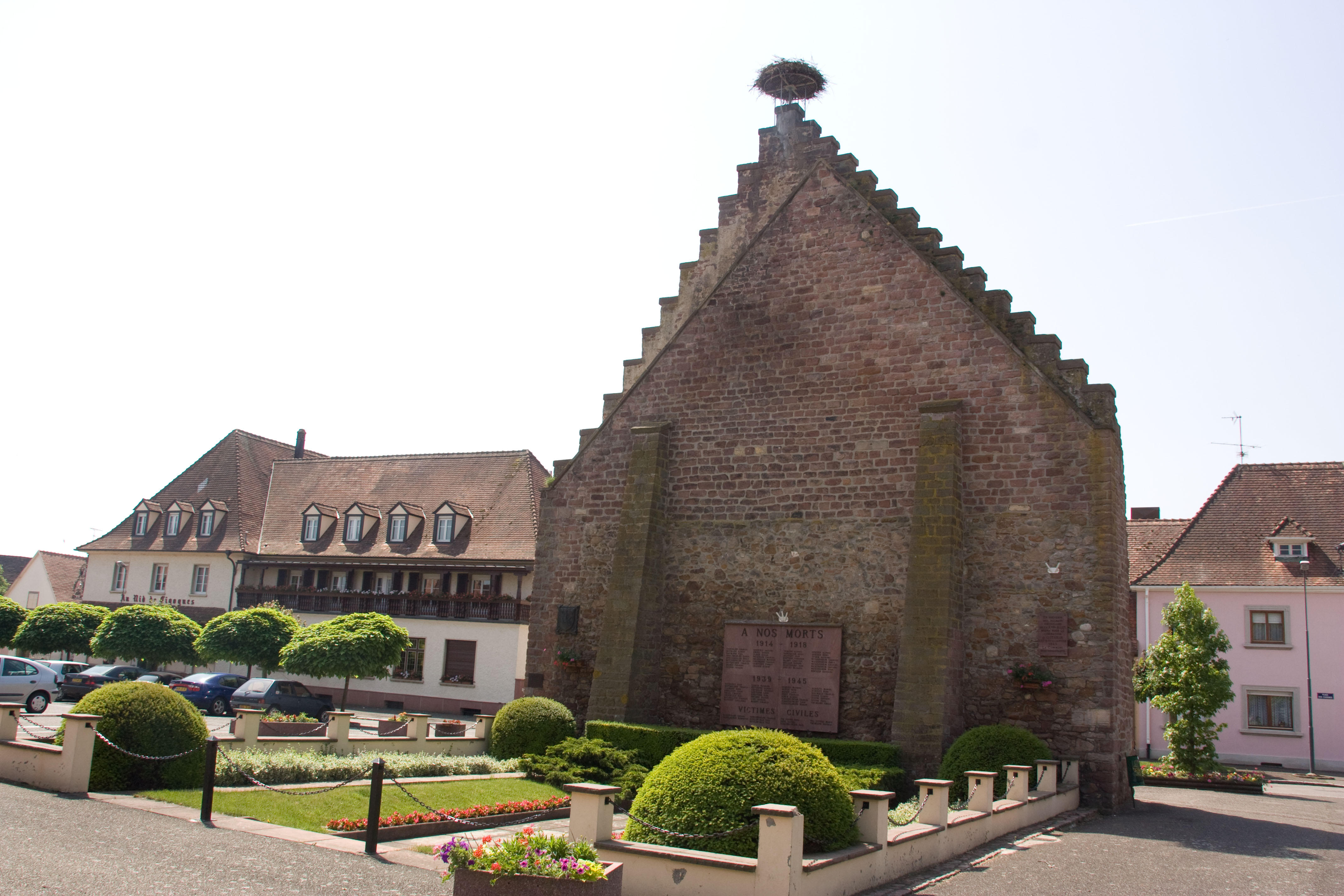
Le mur aux cigognes.

## Personnalités liées à la commune
- Jean-Daniel Œhlert (° 6 juillet 1765 à Ostheim - † 5 décembre 1814), général républicain ;
- Christian Ludwig Landbeck (° 11 décembre 1807 à Ostheim - † 3 septembre 1890 à Santiago du Chili), ornithologue germano-chilien ;
- Marie Salomé Juliar (1833–1907), originaire d'Osthein qui immigra aux États-Unis, elle est la mère des Ringling brothers qui fondèrent l'un des cirques américains les plus connus, le cirque Ringling Brothers[35] ;
- Géraldine Löewenguth (1964-), coureuse cycliste
- Jérémy Grimm (1987-) footballeur